# Igarashi Chikara

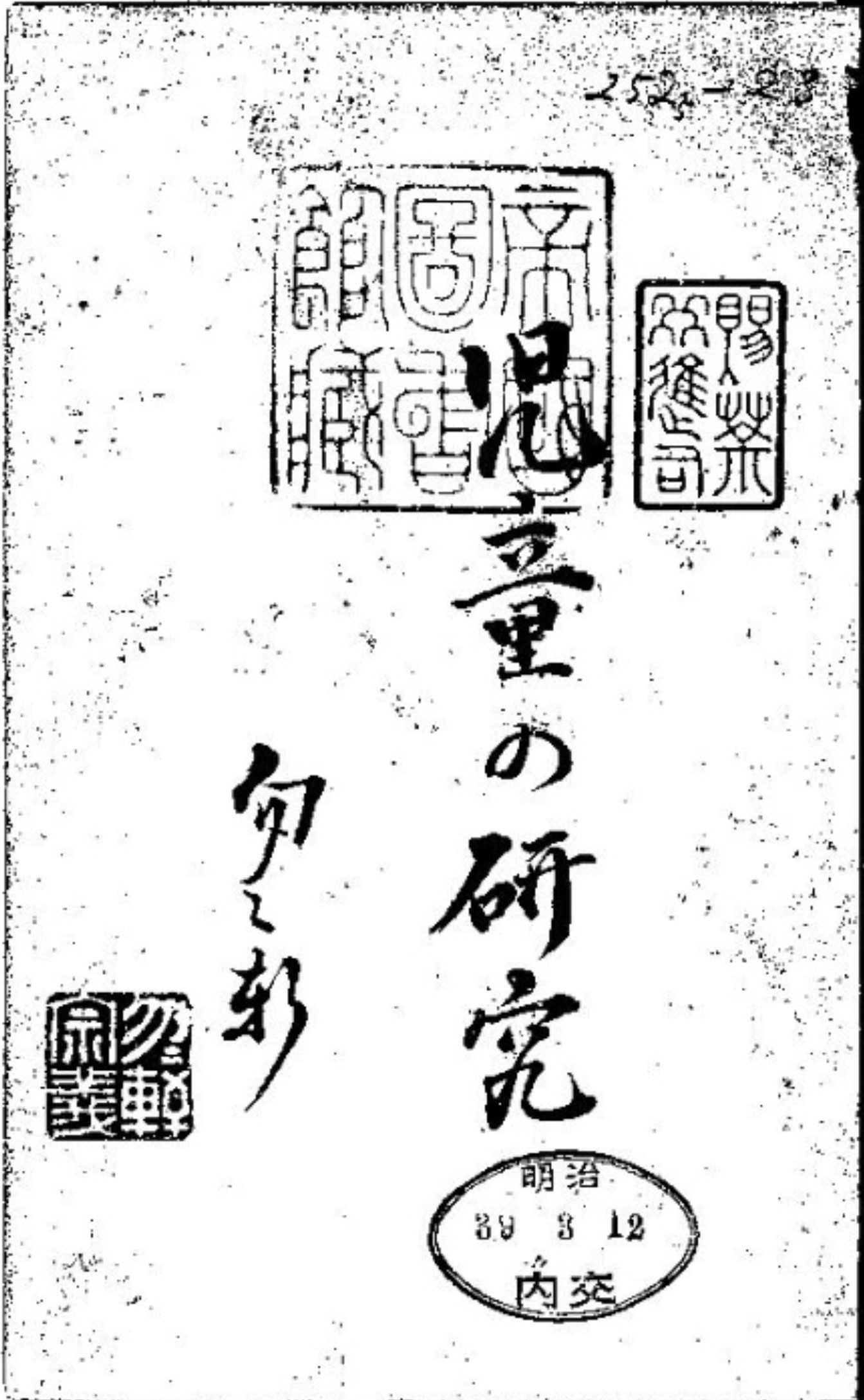
„Jidō no kenkyū“

Igarashi Chikara (japanisch 五十嵐 力; geboren 22. November 1874 in Yonezawa (Präfektur Yamagata); gestorben 11. Januar 1947) war ein japanischer Literaturprofessor.

## Leben und Wirken
Igarashi Chikara besuchte die „Tōkyō semmon gakkō“ (東京専門学校), Vorläufereinrichtung der heutigen Waseda-Universität, an der Tsubouchi Shōyō (1889–1935) einer seiner Lehrer war. 1895 machte er seinen Studienabschluss. Nach dem Abschluss wurde er Mitarbeiter des Magazins Waseda bungaku und verfasste als Serie die Geschichte der neueren deutschen Literatur (近世独逸文学史, Kinsei Doitsu bungaku-shi). 1891 wurde er Dozent an der „Tōkyō semmon gakkō“ und später Professor an der Waseda-Universität. Er gründete 1918 die „Abteilung für japanische Literatur“ (国文科, Kokubun-ka) an der Fakultät für Literaturwissenschaften der Universität, deren Dekan er später wurde.
Zu Igarashis Werken gehören
- „Bunshō kōwa“ (文章講話) – „Vorlesunge zum Satzbau“ 1905,
- „Jidō no kenkyū“ (児童之研究) – „Studien von Kindern“ – Übersetzung des Buches des britischen Malers Edward R. Taylor (1838–1911) 1906,
- „Shin kokubungaku-shi“ (新国文学史) – „Geschichte der neuen japanischen Literatur“ 1912,
- „Gunkimonogatari no kenkyū“ (軍記物語の研究) – „Studie kriegerischen Erzählungen“ 1920,
- „Heianchō bungaku-shi“ (平安朝文学史) – „Geschichte der Literatur am Hof der Heian-Zeit“, 4 Bände, 1923 bis 1939,
- „Kokka no taisei oyobi hattatsu“ (国歌の胎生及び発達) – „Die Geburt und Entwicklung der Nationalhymne“ 1924,
- „Senji bungaku“ (戦記文学) – „Zur Kriegsliteratur“ 1939,
- „Shōwa kan’yaku – Genjimonogatari“ (昭和完訳・源氏物語) – „Gesamtübersetzungen der Shōwa-Zeit – das Genji-Monogatari“, 2 Bände posthum 1948, 1950.
- „Igarashi Chikara shū“ (五十嵐力集) 6 Bände.